# 幾春別站

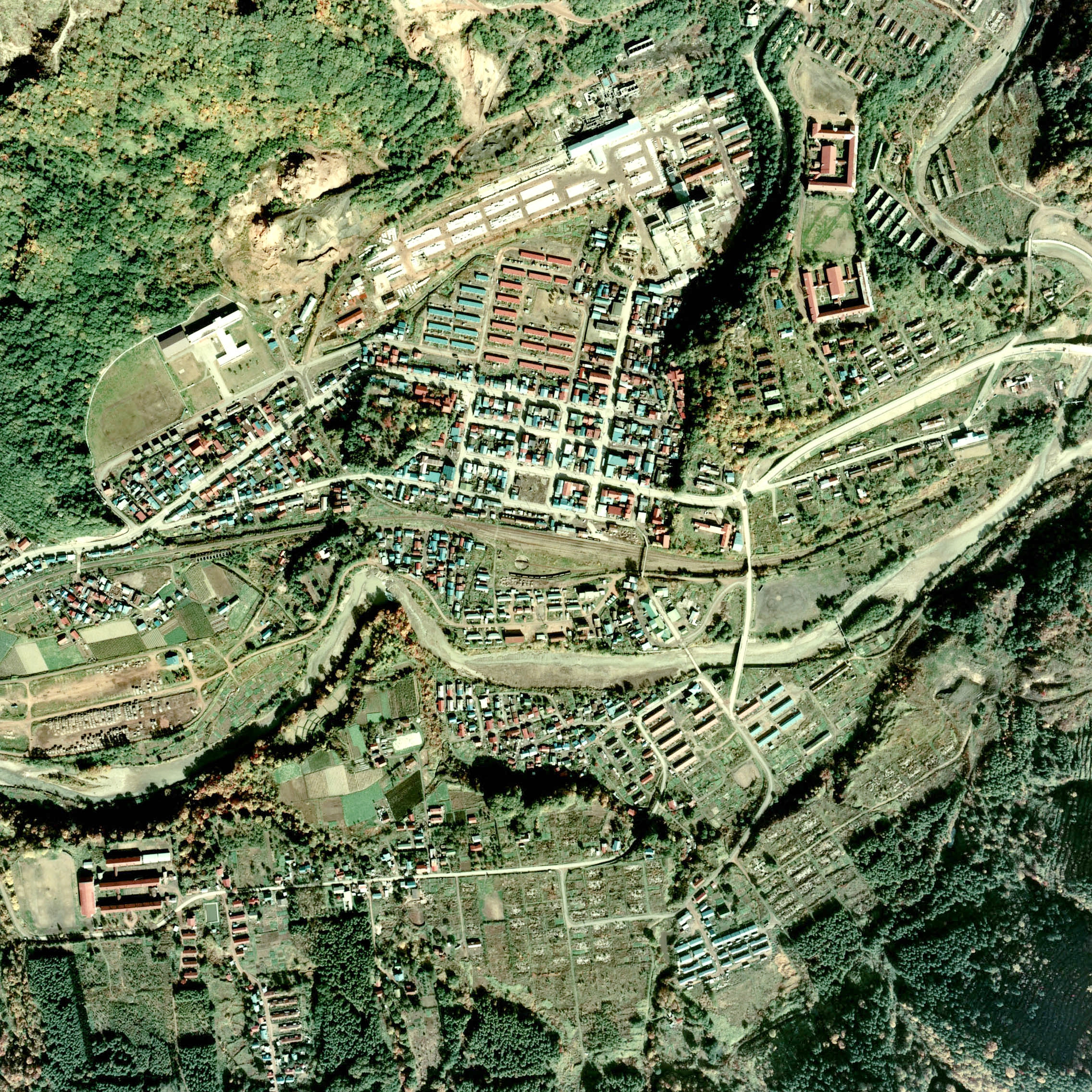
1976年的幾春別站與方圓1公里範圍。左邊是岩見澤方向。南邊設有幾春別川，該河流在右端靠近上流一方為與向北延伸的奔別川匯合。當時站內設有1面1線的單式月台。車站大樓旁邊設有貨物月台和引込線。車站後方設有5-6條分諫線。在外圍設有轉車盤遺蹟和機走線。各線在右方車站的盡頭處匯合，然後再分支3條路軌，然後再次匯合，匯合後有一條長的折返線。
路軌從三笠延伸至幾春別是由於北炭幾春別煤礦。在圖中右邊，於幾春別川對面是幾春別煤礦。折返線原本是煤礦起卸線，該處曾經設置了料斗，當時貨車運送煤炭至此站，然後裝載至鐵路貨車上。該煤礦在1957年（昭和32年）關閉，圖中的拍攝時刻已經是關閉後約20年，已經看不到任何痕蹟。圖中可看見車站在岩見澤一方分支點附近設有180度的彎位，該處連接已關閉的住友奔別煤礦專用線。圖中當時遺留了煤礦設備和路軌。在上述的專用線中途也設有分支（在樹林陰影處），連接於河流旁邊，由營林署管轄的堆場，該堆場已經撤走，路軌變成了畦道。在該堆場中，於昭和30年前曾經鋪設了森林鐵道 (三笠)。

幾春別站（日语：／ Ikushumbetsu eki */?）是位於北海道三笠市幾春別町1丁目，北海道旅客鐵道（JR北海道）的幌內線車站（廢站）。隨著幌內線全線廢線，車站在1987年（昭和62年）7月13日廢除。

## 歷史
官營幌內鐵道幾春別支線，在幌內太站（後來名為三笠站）延伸1英里後中止建設，但是由於建設鐵路目的是運送來自幾春別的煤炭，因此委托了北有社繼續完成任務。當初空知集治監的囚犯負責開採煤礦，因此一般人較少使用此站與幌內站（運送煤炭的車站），後來隨著廢除集治監，一般人前往煤礦開始增加，加上幾春別煤礦的開採量增加，開發奔別煤礦和周邊人口增加，使車站使用量慢慢增加。特別是在戰後增產體制。使一年總上下車人次於1958年度（昭和33年度）的數字達到746,441人，成為幌內線繼三笠站後最後人使用的車站。另一方面，站內有兩大煤礦運送貨物，因此起卸量也是線內最多。在1963年（昭和38年）的發送量達到1,316,213公噸，為幌內站的2倍以上。因此站內需要很多處理貨物的車站人員，特別在戰時有許多女性勞工，當時都是進行辛勞工作。在1942年（昭和17年），站內有70人工作。
- 1888年（明治21年）12月10日：北有社開設官營幌內鐵道（日语：官営幌内鉄道）郁春別站（日语：／）[1]，當時為一般車站[1]。
- 1889年（明治22年）
  - 5月28日：車站改名為幾春別站[5]。
  - 12月11日：轉讓給北海道炭礦鐵道[1]。
  - 日期不詳：北炭幾春別煤礦開始作業。
- 1890年（明治23年）11月21日：由於站內翻新而暫停服務[6]。
- 1891年（明治24年）4月：車站重開[1]。
- 1906年（明治39年）
  - 10月1日：北海道炭礦鐵道的鐵路線被國有化，由官設鐵道接管[1]。
  - 日期不詳：山縣勇三郎收購奔別的奈良煤礦（後來名為住友奔別），鋪設專用線2.4公里[7]。
- 1916年（大正5年）4月：伊澤良立（後來賣給東邦炭礦株式會社），鋪設前往彌生礦的馬車軌道[7]。
- 1927年（昭和2年）：東邦炭礦彌生礦的馬車軌道廢除（後來於彌生站靠近三笠一方的本線旁設置起卸場）[7]。
- 1936年（昭和11年）3月：車站大樓翻新[7]。
- 1957年（昭和32年）：北炭幾春別煤礦關閉[7]。
- 1959年（昭和34年）：站內進行翻新，本線增設側線[7]。
- 1960年（昭和35年）
  - 10月1日：住友石炭礦業（日语：住石マテリアルズ）彌生炭煤礦和奔別煤礦合併。改於靠近奔別一方運出煤炭[7]。
  - 10月20日：設置人行跨線橋[7]。
- 1971年（昭和46年）10月25日：住友石炭礦業奔別煤礦關閉。專用線廢除。
- 1981年（昭和56年）5月25日：結束處理貨物[8]。
- 1984年（昭和59年）2月1日：結束處理行李[1]。成為業務委託站。
- 1987年（昭和62年）
  - 4月1日：伴隨國鐵分割民營化，車站由北海道旅客鐵道（JR北海道）營運[1]。
  - 7月13日：幌內線全線廢除，此站也廢除[1][9]。

### 站名的由來
車站名稱取自所在地名。名稱源自阿伊努語的「イクスンペッ（ikusun-pet）」，其意思是在另一邊的河流。
地名原自阿伊努人原本居住於對面岸，名為「幌向」的地方，因而得名。在1882年（明治15年）前後，幌內村形成後開拓者開始入住，漢字便寫為「郁春別」。在1889年（明治22年）5月28日，幾春別村成立時改名為「幾春別」，車站名稱也同時改變。

## 車站構造
截至車站廢除前，此站是地面車站，設有1面1線的單式月台。此站是無人車站。

## 車站周邊
- 幾春別市民中心
- 幾春別郵局
- 北海道中央巴士（日语：北海道中央バス）「幾春別町」停留所

## 相鄰車站
北海道旅客鐵道
幌內線
彌生－幾春別

## 注腳
1. 1 2 3 4 5 6 7 8 9 10  石野哲（編）. . JTB. 1998: 842-843. ISBN 978-4-533-02980-6 （日语）.
2. 1 2 3 4  1947年撮影航空写真 USA-M584-18（日語）（國土地理院 地圖、航空相片閱覧服務）
3. 1 2 3 4  1954年測量2萬5千分之1地形圖「幾春別」
4. ↑  昭和32年前為住友奔別煤礦和北炭幾春別煤礦。昭和34年起為住友奔別煤礦和彌生煤礦。
5. ↑  參考自「停車場変遷大事典 国鉄・JR編II JTB出版」。但是沒有清楚確認於當日改名，只有當日村名進行改變。在「北海道炭礦鐡道 第一回報告 明治22年　明治23年2月26日報告」第5頁中記載了「郁春別」。在「第二回報告 明治23年上半期　明治23年6月30日報告」第12頁中記載了「幾春別」。
6. ↑  《官報》 1890年11月25日　鉄道庁彙報「列車運転休止」 （页面存档备份，存于）（國立國會圖書館數碼化收藏）　站名都是「郁春別」。
7. 1 2 3 4 5 6 7 8  三笠市史 昭和46年3月發行。
8. ↑  . 官報. 1981-05-23 （日语）.
9. ↑  今尾惠介《日本鉄道旅行地図帳》1號 北海道，新潮社，2008年，p.36
10. 1 2   (PDF). アイヌ語地名リスト. 北海道 環境生活部 アイヌ政策推進室. 2007  [2017-10-20]. （原始内容存档 (PDF)于2018-04-17） （日语）.
11. ↑  新三笠市史 平成5年1月發行 P32等。